# La La La
『La La La』（ラララ）は2000年5月10日リリースされた松山千春の31枚目のオリジナル・アルバム。

## 解説
2013年には日本コロムビアより松山千春オリジナル・アルバム・コレクションVol.26として再リリース。

## 収録曲
| 全作詞・作曲: 松山千春（作詞: #1, #12除く）、全編曲: 夏目一朗。 |                    |                                |                                |      |
| #                                                               | タイトル           | 作詞                           | 作曲・編曲                     | 時間 |
| 1.                                                              | 「プロローグ」     | 松山千春 （作詞: #1, #12除く） | 松山千春 （作詞: #1, #12除く） | 1:27 |
| 2.                                                              | 「一途」           | 松山千春 （作詞: #1, #12除く） | 松山千春 （作詞: #1, #12除く） | 5:34 |
| 3.                                                              | 「戻って」         | 松山千春 （作詞: #1, #12除く） | 松山千春 （作詞: #1, #12除く） | 5:00 |
| 4.                                                              | 「この夏一番」     | 松山千春 （作詞: #1, #12除く） | 松山千春 （作詞: #1, #12除く） | 3:02 |
| 5.                                                              | 「愛している」     | 松山千春 （作詞: #1, #12除く） | 松山千春 （作詞: #1, #12除く） | 6:00 |
| 6.                                                              | 「君に」           | 松山千春 （作詞: #1, #12除く） | 松山千春 （作詞: #1, #12除く） | 5:34 |
| 7.                                                              | 「夢」             | 松山千春 （作詞: #1, #12除く） | 松山千春 （作詞: #1, #12除く） | 4:29 |
| 8.                                                              | 「オホーツク」     | 松山千春 （作詞: #1, #12除く） | 松山千春 （作詞: #1, #12除く） | 5:50 |
| 9.                                                              | 「君じゃない」     | 松山千春 （作詞: #1, #12除く） | 松山千春 （作詞: #1, #12除く） | 4:01 |
| 10.                                                             | 「君って何だろう」 | 松山千春 （作詞: #1, #12除く） | 松山千春 （作詞: #1, #12除く） | 6:05 |
| 11.                                                             | 「LaLaLa」         | 松山千春 （作詞: #1, #12除く） | 松山千春 （作詞: #1, #12除く） | 4:21 |
| 12.                                                             | 「エピローグ」     | 松山千春 （作詞: #1, #12除く） | 松山千春 （作詞: #1, #12除く） | 1:43 |
| 合計時間:                                                       | 合計時間:          | 53:06                          |                                |      |